# بلدة شامبيون (ميشيغان)
شامبيون (بالإنجليزية: Champion Township, Michigan)‏ هي بلدة تقع بولاية ميشيغان في الولايات المتحدة. تبلغ مساحتها 323.7 (كم²)، وترتفع عن سطح البحر 468 م، بلغ عدد سكانها 297 نسمة في عام تعداد الولايات المتحدة 2000 حسب إحصاء مكتب تعداد الولايات المتحدة وتصل الكثافة السكانية فيها 0.9 نسمة/كم2.

## أعلام
- جوزيف كيث سيمونز

## وصلات خارجية
- The US50 - Cities and Towns in Michigan State
- Michigan Cities and Towns, Facts, Map, Flag, Colleges, Government, and More